# Янегское сельское поселение
Я́негское се́льское поселе́ние — муниципальное образование в составе Лодейнопольского района Ленинградской области. Административный центр — посёлок Янега.

## Географические данные
Расположено в северо-восточной части района, на севере граничит с Республикой Карелия, на востоке — с Подпорожским районом. 
По территории поселения проходят автодороги:
- Р21 (E 105) «Кола» (Санкт-Петербург — Петрозаводск — Мурманск)
- А215 (Лодейное Поле — Вытегра — Брин-Наволок)
- 41К-241 (Свирское — Горка)
- 41К-639 (Комбаково — Шапша — Печеницы)
- 41К-640 (подъезд к деревне Тененичи)
- 41К-641 (подъезд к деревне Пога)

Расстояние от административного центра поселения до районного центра — 10 км.
Через территорию поселения проходит железная дорога Санкт-Петербург — Мурманск (ж/д станция Янега).

## История
По данным на 1973 год центр Первомайского сельсовета был перенесён из деревни Тененичи в посёлок Янега.
18 января 1994 года постановлением главы администрации Ленинградской области № 10 «Об изменениях административно-территориального устройства районов Ленинградской области» Первомайский сельсовет был переименован и преобразован в Янегскую волость.
1 января 2006 года в соответствии с областным законом № 63-оз от 20 сентября 2004 года «Об установлении границ и наделении соответствующим статусом муниципального образования Лодейнопольский муниципальный район и муниципальных образований в его составе» образовано Янегское сельское поселение, в его состав вошли территории бывших Андреевщинской, Янегской и части Имоченской волостей.

## Население
| 2006  | 2010  | 2011  | 2012  | 2013  | 2014  | 2015  |
| ----- | ----- | ----- | ----- | ----- | ----- | ----- |
| 2100  | ↘1742 | ↘1735 | ↘1718 | ↘1676 | ↗1683 | ↗1798 |
| 2016  | 2017  | 2018  | 2019  | 2020  | 2021  | 2023  |
| ↗1877 | ↘1867 | ↗1883 | ↘1833 | ↘1781 | ↘1468 | ↘1399 |
| 2024  | 2025  |       |       |       |       |       |
| ↘1347 | ↘1323 |       |       |       |       |       |

## Состав сельского поселения
В состав поселения входит 13 населённых пунктов:
| №  | Населённый пункт | Тип населённого пункта          | Население    |
| -- | ---------------- | ------------------------------- | ------------ |
| 1  | Агашово          | деревня                         | ↘9 (2017)    |
| 2  | Андреевщина      | деревня                         | →205 (2017)  |
| 3  | Инема            | посёлок железнодорожной станции | ↘65 (2017)   |
| 4  | Новая Слобода    | деревня                         | ↗66 (2017)   |
| 5  | Печеницы         | деревня                         | ↗10 (2017)   |
| 6  | Пога             | деревня                         | ↗21 (2017)   |
| 7  | Рахковичи        | деревня                         | ↗5 (2017)    |
| 8  | Руссконицы       | деревня                         | ↘1 (2017)    |
| 9  | Старая Слобода   | деревня                         | ↘182 (2017)  |
| 10 | Тененичи         | деревня                         | ↗91 (2017)   |
| 11 | Харевщина        | деревня                         | ↘156 (2017)  |
| 12 | Шапша            | деревня                         | ↘56 (2017)   |
| 13 | Янега            | посёлок, административный центр | ↘1044 (2017) |